# محمد بن يوسف الثقفي
محمد بن يوسف الثقفي، أخو الحجاج بن يوسف الثقفي، كان الوالي الأموي على صنعاء.
عُرف بالظلم، فقد قيل أنه جمع المجذومين بصنعاء ليحرقهم، فمات قبل ذلك، وقد نقل عن عمر بن عبد العزيز قوله أثناء خلافة الوليد بن عبد الملك: «الوليد بالشام، والحجاج بالعراق، وأخوه محمد بن يوسف الثقفي باليمن، وعثمان بن حيان بالحجاز...امتلأت الأرض والله جوراً»!
تولى ابنه يوسف ولاية المدينة في وقت لاحق من العهد الأموي
تزوجت ابنته أم الحجاج من يزيد بن عبد الملك، وأنجبت ابنه الوليد الذي تولى الخلافة في وقت لاحق.
توفي سنة 90 هـ وقيل سنة 91 هـ(حوالي سنة 709م).